# Sint-Adrianuskerk (Handzame)
De Sint-Adrianuskerk (ook: Sint-Hadrianuskerk) is de parochiekerk van de tot de West-Vlaamse gemeente Kortemark behorende plaats Handzame, gelegen aan het Handzameplein.

## Geschiedenis
Al voor 1085 zou er een bedehuis te Handzame hebben bestaan. De oudste delen van de oorspronkelijke kerk zouden 13e-eeuws zijn. Het jaartal 1614 boven een gotisch raam in het koor zou verwijzen naar een vergroting van de kerk. Het betrof een driebeukige hallenkerk met driezijdig afgesloten koor en een vieringtoren. Van 1887-1894 werd de kerk ingrijpend gerestaureerd en vergroot.
Tijdens de Eerste Wereldoorlog werd de kerk geplunderd en op 21-22 juni 1918 door de terugtrekkende Duitsers opgeblazen. Van 1920-1924 werd de kerk herbouwd naar het model van de oorspronkelijke kerk, onder leiding van Thierry Nolf.

## Gebouw
Het betreft een driebeukige bakstenen hallenkerk met achtzijdige vieringtoren, bekroond met een bakstenen spits. Het hoofdkoor is driezijdig afgesloten. De stijl is overwegend (neo-)gotisch. Er is een neogotische sacristie naar het voorbeeld van 1888, en een dito doopkapel, naar het voorbeeld van 1891. Ook is er een Mariakapel.

## Interieur
In de kerk bevinden zich enkele uit de oorspronkelijke kerk geredde voorwerpen, zoals de neogotische preekstoel, het 18e-eeuws doopvont, en twee schilderijen, namelijk de Verrijzenis van Christus (17e eeuw) en de Bekering van Sint-Hubertus door Matthias de Visch, van 1765. In 1999 werd het interieur sterk gemoderniseerd.